# Саксман, Герман Абрамович
Ге́рман Абра́мович Са́ксман (13 октября 1882 г., Кеуруу — 3 апреля 1939 г., Петрозаводск) — финский профсоюзный деятель и советский административный чиновник.
Герман Абрамович Саксман родился в семье каменщиков, которые часто меняли место жительства, пока его отец работал строителем железной дороги. Герман посещал начальную школу в Антрее. Ушел из дома в возрасте 14 лет, чтобы начать независимую жизнь. Работал в Выборге обогревателем речных пароходов, получил диплом инженера-механика.
Саксман, член Ассоциации молодых финнов, вступил в Финскую социал-демократическую партию в 1900 году и был членом Красной гвардии во время забастовки 1905 года. Он также принадлежал к Финскому союзу металлистов и был его председателем с 1908 по 1915 год. Благодаря профсоюзной деятельности Германа Абрамовича познакомился с такими большевиками, как Александр Шотман, Адольф Тайми и Юкка Рахья. Сам он принадлежал к группе большевиков, когда служил инженером на торпедном катере с 1916 по 1917 год.
Когда в Финляндии разразилась гражданская война, Саксман был назначен секретарем Торгово-промышленного отдела Народной делегации. В марте 1918 г. направлен в Петербург для подготовки эвакуации красногвардейцев из Финляндии.
В Россию Герман Саксман был направлен в 1921 году для создания карельской рабочей общины. С 1922 по 1924 год работал председателем Карельского народно-хозяйственного совета, был основателем Контупохского деревообрабатывающего завода, и до 1928 года был председателем правления Кареллеса. Саксман работал наркомом легкой промышленности Карельской АССР с 1932 по 1933 год, а с 1934 года — директором Кистингского промышленного комбината.
Герман Абрамович был заключен в тюрьму в июле 1937 года в рамках так называемого дела Гиллинг-Ровио. Его обвинили в контрреволюционной и националистической деятельности и шпионаже в пользу Финляндии. Саксман был приговорен к ВМН, но в итоге скончался в результате пыток в петрозаводской тюремной больнице. Реабилитирован в 1956 году.